# Проект Юго-Восточной Анатолии
Проект Юго-Восточная Анатолия (тур. Güneydoğu Anadolu Projesi, GAP) — многоотраслевой интеграционный региональный проект развития на основе концепции устойчивого развития региона с населением свыше 9 миллионов человек (2005 год), проживающих в регионе Юго-Восточная Анатолия Турции. Основная цель GAP — устранение региональных отличий развития путём повышения уровня доходов и уровня жизни людей; и внести свой вклад в такие национальные цели в отрасли развития и экономический рост за счёт повышения продуктивности и занятости генерирующих мощностей сельского сектора. Общая стоимость проекта составляет 42,1 млрд турецких лир (TL) (цены на 2010 г.), проект охватывает девять провинций (Адыяман, Батман, Диярбакыр, Газиантеп, Килис, Сиирт, Шанлыурфа, Мардин и Ширнак), которые расположены в бассейнах рек Евфрат и Тигр и в Верхней Месопотамии.

## История
Первоначальная идея и решение использовать воды рек Евфрат и Тигр принадлежали Ататюрку, основателю республики. В 1920-х и 1930-х годах потребность в электрической энергии являлась приоритетным вопросом. В 1936 году была основана Администрация по исследованию электричества, чтобы исследовать, как реки в стране могут быть использованы для производства энергии. Администрация начала изыскания с "проекта плотины Кебан" и создания наблюдательных станций для оценки течения и других характеристик Евфрата. GAP был запланирован в 1970-х годах в составе проектов для орошения и производства гидроэнергии на Евфрате и Тигре, но превратился в многоотраслевые программы социально-экономического развития региона в начале 80-х годов. Программа развития охватывает такие отрасли, как сельское хозяйство, гидроэнергетику, развитие сельской и городской инфраструктуры, лесного хозяйства, образования и здравоохранения. С развитием новой административной структуры GAP в 1988-1989 гг., его основные цели включили в себя повышение уровня жизни и уровня доходов населения, с тем чтобы ликвидировать диспропорции регионального развития (экономического неравенства) и содействие достижению национальных целей, таких как социальная стабильность и экономический рост за счёт повышения производительности труда и возможности трудоустройства в сельскохозяйственном секторе.
Напряжённость в отношениях между Турцией, Сирией и Ираком поднимались время от времени из-за проекта. Сирия и Ирак потребовали больше воды, в то время как Турция создала плотину водохранилища. Из-за этого GAP является одним из самых хорошо защищённых в мире проектов плотин, особенно против самолётов. Строительство GAP практически полностью прекратилось в начале 1990-х годов из-за высокого уровня активности курдских партизан (РПК) в регионе. РПК не только осуждают из-за сокращения финансирования, так как средства были направлены на поддержку усилий по борьбе с терроризмом, но также обвиняют в повреждении нескольких плотин и каналов, а также в убийстве инженеров, работающих на плотинах. Ряд экономических кризисов также сыграли очень важную роль в задержках с завершением проекта.

## Стратегическая цель
Исторически сложилось так, что Юго-Восточная Анатолия находилась на торговом пути между Востоком и Западом. Этот регион является важным источником культурного разнообразия. Однако изменения в торговых путях и методах ведения сельского хозяйства положили конец давнему значению региона.
Генеральный план 1989 года был направлен на начало оживления экономической, социальной и культурной жизни в регионе в рамках "комплексного проекта регионального развития". Рост доходов региона был напрямую переведен на восстановление и активизацию культурной деятельности в регионе, вместо того, чтобы переходить в республиканский бюджет. Этот генеральный план не достиг своих целей из-за проблем, изложенных в предыдущем разделе.

## Социальный эффект
Проект опирается на философию устойчивого развития человеческого потенциала, которая направлена на создание условий, в которых будущие поколения могут извлечь выгоду и развиваться. Основные стратегии проекта включают справедливость в развитии, участие, охрану окружающей среды, создание рабочих мест, территориальное планирование и развитие инфраструктуры. При достижении этих целей основной целью разрыва является нормализация уровня развития, доходов и уровня жизни между юго-восточным регионом и другими регионами Турции. GAP полностью трансформирует регион, создавая экономические и социальные возможности и развивая бизнес. В целях содействия развитию региона ведется строительство таких важнейших объектов инфраструктуры, как аэропорты и автомобильные дороги. Гэп обеспечит работой, по оценкам, 3,5 миллиона человек.(http://gradworks.umi.com/15/16/1516490.html)

## Экономическое развитие

### Орошение
По оценкам, GAP в два раза увеличивает орошаемые сельскохозяйственные угодья Турции. Производство хлопка выросло с 150 000 метрических тонн до 400 000 метрических тонн, что делает регион ведущим производителем хлопка. Но в то же время показатели других регионов снизились, что означает, что общий объём производства в Турции оставался относительно стабильным.
- Производство хлопка
- Хлопководческие регионы
- Расположение плотин
- Равнины, орошаемые каналами

### Импорт и экспорт
Объём внешней торговли региона постоянно растёт с 2002 года. В 2002 году общий объём экспорта из региона составил 689 млн. $. В 2010 году общий объём экспорта из региона G. A. P. достиг 4,166 млрд $, в то время как импорт достиг 3,167 млрд $. С 2004 года регион является нетто-экспортёром.

### Рыболовство
Проект реализуется в регионе, где раньше было мало воды. В связи с формированием огромного количества озёр, планируется использовать их в качестве племенного пространства для коммерческого рыболовства.

### Энергия
GAP состоит из 19 гидроэлектростанций. Они обеспечат эквивалент энергии в 22% от ожидаемого общего общенационального потребления энергии в 2010 году. Обеспечивая 8900 гигават-часов (32 PJ), это один из крупнейших комплексов гидроэлектростанций в мире.

## Критика проекта

### Плотина Илису
Завершение плотины приведёт к затоплению древнего города Хасанкейф, история которого насчитывает более 10 000 лет. 
Пострадает от 50 до 68 деревень и посёлков, около 25 000 местных жителей. Ещё 57 деревень будут частично затоплены.
Строительство началось 5 августа 2006 года после церемонии, возглавляемой премьер-министром Реджепом Тайипом Эрдоганом.

### Археологические потери
Критики проекта говорят, что плотина может эффективно уничтожить артефакты древних курдских, армянских и ассирийских поселений в регионе.